# 19 inchrek

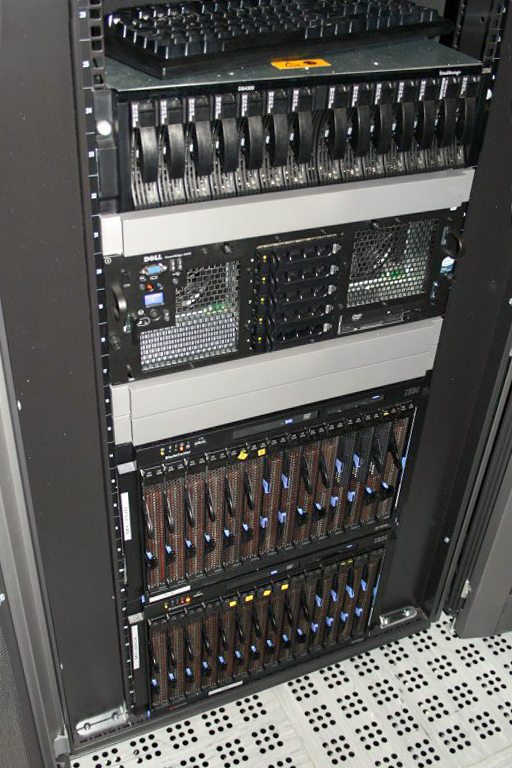
Een 19 inchrek met computerapparatuur

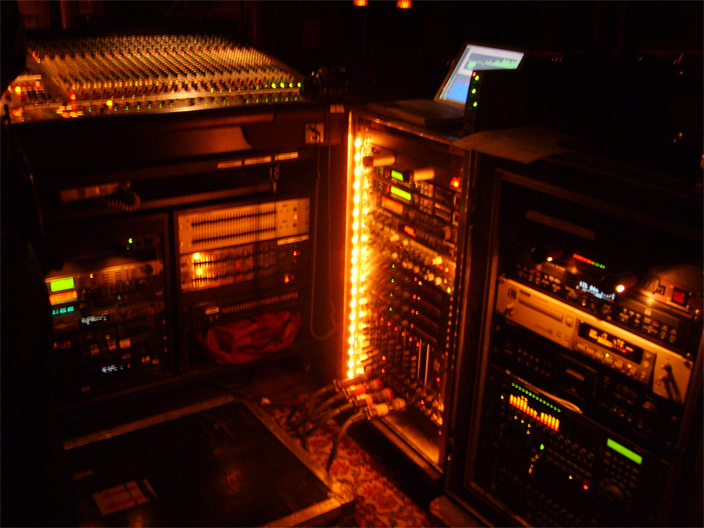
Diverse 19 inchrekken ingezet voor audiotoepassingen

Een 19 inchrek of 19 inch rack is een gestandaardiseerde ophangmogelijkheid voor modulaire elektronische apparatuur. Een 19 inchrek bestaat uit twee rails van 0,625 inch (15,875 mm) breed, verticaal en parallel geplaatst op 17,75 inch (450,85 mm) afstand, zodat de totale afstand 19 inch (482,6 mm) is. In elke rail zijn op gelijke hoogte schroefgaten aangebracht, met ongeveer 18,312 inch horizontale tussenruimte. Apparatuur is maximaal 17,7 inch breed en bevat uitstekende lippen met schroefgaten zodat een module aan de rails vastgeschroefd kan worden. Men kan meerdere modules in een rek ophangen, waarbij de hoogte van elke module een veelvoud van één U (1,752 inch = 44,50 mm) is, minus 1/32 inch om tussenruimte te garanderen.
Het 19 inchrek werd oorspronkelijk ingezet om elektronica voor spoorwegen te behuizen. Later werden er meer soorten machines in opgehangen, zoals servers, netwerkhardware en geluidstechnische apparatuur. In de telecommunicatie worden vooral 23 inchrekken gebruikt.
In een serverkast zijn zowel aan de voor- als achterkant een 19 inchrek geplaatst. De gaten in de rails zijn vaak vierkant en moeten voorzien worden van een vierkante moer (kooimoer) die met een beugeltje achter een gat geklemd wordt.

## Specificaties
Formele standaarden zijn vastgelegd door:
- Electronic Industries Alliance EIA-310-D, Cabinets, Racks, Panels, and Associated Equipment, van september 1992. (Recentste standaard is REV E 1996.)
- Consumer Electronics Association CEA-310-E Design requirements for Cabinets, Panels, Racks and Subracks. Van 14 december 2005.
- International Electrotechnical Commission. Diverse documenten in Engels, Duits en Frans.
  - IEC 60297 Mechanical structures for electronic equipment - Dimensions of mechanical structures of the 482,6 mm (19 in) series.
    - IEC 60297-1 Vervangen door IEC 60297-3-100.
    - IEC 60297-2 Vervangen door IEC 60297-3-100.
    - IEC 60297-3-100 Part 3-100: Basic dimensions of front panels, subracks, chassis, racks and cabinets.
    - IEC 60297-3-101 Part 3-101: Subracks and associated plug-in units.
    - IEC 60297-3-102 Part 3-102: Injector/extractor handle.
    - IEC 60297-3-102 Part 3-103: Keying and alignment pin.
    - IEC 60297-3-104 Part 3-104: Connector dependent interface dimensions of subracks and plug-in units.
    - IEC 60297-3-105 Part 3-105: Dimensions and design aspects for 1U chassis.
    - IEC 60297-4 Vervangen door IEC 60297-3-102.
    - IEC 60297-5 diverse documenten, -100, 101, 102, ... 107, Vervangen door IEC 60297-3-101.
- Deutsches Institut für Normung DIN 41494 - Diverse documenten in het Duits en Engels.
  - DIN 41494 Equipment practices for electronic equipment; mechanical structures of the 482,6 mm (19 inch) series.
    - DIN 41494-7 Dimensions of cabinets and suites of racks.
    - DIN 41494-8 Components on front panels; mounting conditions, dimensions.
    - DIN IEC 60297-3-100.